# Nojorid
Nojorid – wieś w Rumunii, w okręgu Bihor, w gminie Nojorid. W 2011 roku liczyła 2012 mieszkańców.